# Aloe 'Naomi'
Aloe 'Naomi' é uma espécie de liliopsida do gênero Aloe, pertencente à família Asphodelaceae.